# Società dei compensi vicendevoli pei danni della grandine

Società dei compensi vicendevoli pei danni della grandine, 1828(Fondazione Mansutti, Milano).

La Società dei compensi vicendevoli pei danni della grandine è stata una società mutua di assicurazione italiana, con sede a Milano.
L’assicurazione contro i danni provocati dalla grandine rappresenta il settore assicurativo in cui le imprese hanno cominciato tardi a esercitare rispetto agli altri rami. Il motivo di tale ritardo può essere spiegato con la difficoltà di stabilire le adeguate tariffe dei premi a causa dell’imprevedibilità di tale fenomeno atmosferico.
L’anno di istituzione della prima Compagnia di assicurazione contro la grandine risale al 1791 in Germania, seguita dalla Francia nel 1799 e dalla Gran Bretagna nel 1842.
In Italia, il primo tentativo risale al 1824 a opera di Angelo Petracchi che ottenne il riconoscimento dalle autorità nel 1827 con la fondazione di questa società mutua che all'interno del proprio statuto determinava la suddivisione dei raccolti in due distinte zone: la pianura e la collina. Questa società non ebbe fortuna e già nel 1836 venne assorbita dalle Assicurazioni Generali.